# 흰독말풀
흰독말풀은 키가 작은 다년생 허브로서, 일반적으로 '악마의 나팔'(devil's trumpet) 또는 'metel'로 알려져 있다.
흰독말풀은 인도와 같은 전 세계 모든 온대 지역의 야생에서 성장하고 화학 및 인공 성분을 채취하기 위해 전 세계적으로 재배된다. 린네가 1753년 흰독말풀에 대해 처음으로 기술하였고, 식물학적으로 제대로 된 삽화나 설명은 아메리카 정착 이후에 이뤄졌으며, 원산지에 대해서는 정확히 알 수 없다.
초본은 한해살이로 약 1 미터 정도 자란다. 어린 잎은 잔털이 나고 종종 어두운 보라색을 띄고, 잎은 타원형 또는 넓은 타원형이고 종종 어두운 보라색을 띄기도 한다. 꽃은 직경 15~20 센티미터 정도이고, 상쾌한 향이 나며, 모양이 엄청나게 다양하다. 꽃은 단일 또는 이중 화관을 이룬다. 색상은 흰색에서 크림색, 노란색, 빨간색, 보라색에 이르기까지 다양하다. 씨방은 수많은 원추형 돌기로 덮여있다. Datura inoxia(가시사과)와 유사하지만 흰독말풀은 잎이 반들반들하고 열매는 우툴두툴하지만 가시는 없다. Datura inoxia(가시사과)는 곳곳에 털이 나고 열매에 가시가 있다.

## 약용
흰독말풀은 중국의 전통 의학에서 사용되는 50 가지 기본적인 약초 중 하나이다. 양 진 지앙(洋金花)으로 불린다. 그러나 흰독말풀은 어떤 형태로든 섭취하면 위험하며 매우 주의를 기울여 다뤄야 한다.

## 독성
흰 독말풀의 모든 부분은 위험 수준의 트로판 알칼로이드(매우 독성이 강함)를 포함하고 있다. 가축과 반려 동물을 포함하여 사람이나 다른 동물에 의해 섭취되면 치명적일 수있다. 어떤 곳에서는 흰독말풀의 구매, 판매 또는 경작을 금지하고 있다.
흰독말풀은 작은 양을 섭취해도 독성이 있다 증상으로는 피부 홍조, 두통, 환각, 그리고 아마도 경련 또는 심지어는 혼수 상태에 이를 수도 있다. 주요 독성 요소는 트로판 알칼로이드이다. 심지어 잎 한 개를 섭취하는 것만으로도 심각한 부작용을 초래할 수 있다.

## 블랙 다투라
흰독말풀(D. metel )의 품종 중 하나로, 광택나는 새까만 줄기를 가진 원예종이다. 꽃은 일반적으로 이중 또는 삼중 화관이며, 바깥 쪽 화관은 짙은 보라색을 띄고, 안 쪽 화관은 흰색 또는 미색을 띈다. 이스라엘에서는 이 원예종이 야생에서도 자라는 것으로 보고되었다(그림 참조). 블랙 품종은 그 조상인 흰색 꽃처럼 길가 어디서나 보게 될 지도 모른다.
'블랙', '블랙 커런트(까막까치밥나무) 소용돌이', '풍요의 뿔(Cornucopaea)', '더블 블랙 커런트 소용돌이', '더블 퍼플' 및 '퍼플 힌두' 등 여러 가지 품종이 알려져 있다. 붙여진 학명도 다음처럼 다양하다:
- Datura hummatu var. fastuosa (L.) Bernh.
- Datura fastuosa L.
- Datura metel f. fastuosa (L.) Danert
- Datura metel var. fastuosa (L.) Saff.
- Stramonium fastuosum (L.) Moench

## 특징
이 식물은 다음과 같은 특징을 갖고 있다.
- 체형 - 크고 곧바로 서고, 땅딸막함.
- 뿌리 - 잔뿌리가 달린 곧은뿌리.
- 줄기 - 속이 비었고, 녹색을 띠고 초본이며 강한 냄새가 남.
- 잎 - 단엽, 호생(어긋나기), 잎자루 있음, 전연(매끈하고 톱니가 없는 모양) 또는 심열(깊게 갈라짐), 반들반들하고, 단일 중앙맥의 그물 잎맥. 탁엽(턱잎) 없음.
- 꽃차례 - 취산 화서.
- 꽃 - 크고 녹색 빛 도는 흰색, 포엽 있음, 소포엽 없음, 꽃자루 있음, 갖춘꽃, 양피화(꽃받침과 꽃부리를 모두 갖춤), 오예화(꽃잎이 다섯 갈래로 갈라진), 바른모양, 방사상 대칭, 양성 및 씨방상위.
- 꽃받침 - 다섯 갈래의 녹색 통꽃받침, 겹치지 않으면서 맞닿은, 후방꽃받침.
- 화관(꽃부리) - 통꽃, 다섯 갈래로 갈라짐, 녹색 빛 도는 흰색, 주름 있음, 나선형 개엽(꽃잎의 한쪽 가장자리는 맞닿은 꽃잎의 안쪽으로 겹치고, 다른 한쪽 가장자리는 맞닿은 꽃잎의 바깥쪽으로 겹치는 모양), 입이 10개로 갈라진 넓은 깔때기 모양.
- 수술 - 수술 5개, 서로 분리, 꽃부리착생, 꽃잎을 대체하고 화관의 중앙 내부에 삽입. 저착꽃밥, 긴 수술대를 가진 꽃밥.
- 암술 - 이심피의 합성심피, 상위씨방. 기본적으로 2실이지만 거짓격막으로 4실이다. 심피는 비스듬히 있고 밑씨는 중축태좌에 불룩 쏫아 있다. 암술대는 길고 실모양임. 암술머리는 두 쪽으로 갈라져 있음.
- 과일 - 가시가 있는 캡슐 정수리 부분에서 네 쪽으로 갈라지고 꽃받침이 붙어 있음.
- 씨 - 배젖 있음.

## 참고 자료
- Wikipedia Datura metel